# Bracon alpataco
Bracon alpataco är en stekelart som beskrevs av Jean-Jacques Kieffer och Jörgensen 1910. Bracon alpataco ingår i släktet Bracon och familjen bracksteklar. Inga underarter finns listade.